# Les Nuits de Harlem
Pour plus de détails, voir Fiche technique et Distribution.
Les Nuits de Harlem (Harlem Nights) est un film américain réalisé par Eddie Murphy, sorti en 1989.

## Synopsis
À Harlem, « Sugar » Ray est le patron d'un casino clandestin, il doit faire face aux pressions, tant des autres gangsters que celles des policiers véreux qui voudraient le voir hors du circuit. Mais dans le monde du crime organisé des années 1920, tous les coups bas sont permis.

## Fiche technique
- Titre : Les Nuits de Harlem
- Titre original : Harlem Nights
- Réalisation : Eddie Murphy
- Scénario : Eddie Murphy
- Musique : Herbie Hancock
- Photographie : Woody Omens
- Montage : Alan Balsam & George Bowers
- Décors : Lawrence G. Paull
- Production : Mark Lipsky & Robert D. Wachs
- Sociétés de production : Eddie Murphy Productions & Paramount Pictures
- Sociétés de distribution : Paramount Pictures
- Pays de production :  États-Unis
- Langue : Anglais
- Format : Couleur - Stéréo - 35 mm - 1.85:1
- Genre : Comédie dramatique et historique
- Budget : 30 000 000 $
- Durée : 116 minutes
- Dates de sortie :
  - États-Unis : 17 novembre 1989
  - France : 24 janvier 1990

## Distribution
- Eddie Murphy (VF : Med Hondo) : Vernest 'Quick' Brown
- Richard Pryor (VF : Sady Rebbot) : Sugar Ray
- Danny Aiello (VF : Serge Sauvion) : Phil Cantone
- Redd Foxx (VF : André Valmy) : Bennie Wilson
- Michael Lerner (VF : Roger Lumont) : Bugsy Calhoune
- Della Reese (VF : Jacqueline Cohen) : Vera
- Jasmine Guy (VF : Marie-Christine Darah) : Dominique La Rue
- Stan Shaw (VF : Patrick Préjean) : Jack Jenkins
- Berlinda Tolbert (VF : Fatiha Chriette) : Annie
- Vic Polizos (VF : Michel Fortin) : Richie Vento
- Lela Rochon (VF : Marie Vincent) : Sunshine
- Arsenio Hall (VF : Med Hondo) : L'homme qui pleure
- Thomas Mikal Ford (VF : Mostéfa Stiti) : Tommy Smalls
- David Marciano (VF : Lionel Melet) : Tony
- Ji-Tu Cumbuka (VF : Pascal Renwick) : le joueur edenté

## Anecdotes
- Eddie Murphy et Della Reese se retrouveront furtivement quatre ans plus tard dans le film Monsieur le député.
- Eddie Murphy et Lela Rochon quant à eux seront de nouveaux partenaires trois ans plus tard dans le film Boomerang.
- Il s'agit du dernier film de Redd Foxx.
- Paramount Pictures désirait l'acteur Robert Duvall pour incarner le revêche Bugsy Calhoune. Mais Eddie Murphy imposa son choix de Michael Lerner.
- Bien que le film soit censé se dérouler à Harlem, en plein New York, le film fut tourné à Los Angeles.

## Distinctions

### Nominations
- Oscars :
  - Meilleurs costumes pour Joe I. Tompkins (en).

- Razzie Awards :
  - Pire réalisateur pour Eddie Murphy.

### Récompenses
- Razzie Awards :
  - Pire scénario pour Eddie Murphy.

- The Stinkers Bad Movie Awards :
  - Pire production pour Mark Lipsky & Robert D. Wachs.